# NGC 7493
NGC 7493 في الفهرس العام الجديد، هي مجرة، تقع في كوكبة الحوت. اكتشفت في 28 أكتوبر 1886 .

## روابط خارجية
- NGC 7493 على موقع ويكي سكاي: DSS2, SDSS, GALEX, IRAS, Hydrogen α, X-Ray, Astrophoto, Sky Map, Articles and images